# Oham
Hoham o Oham (Canaán, c. siglo XV a. C.-Canaán, 1451 a. C.) fue un rey amorreo y uno de los miembros de la alianza de  Adonisedec para acabar con los hebreos. Josué, acabó con las fuerzas de estos reyes, y según la´biblia, los mató ahorcandolos.

## Contexto histórico
Los israelitas después de acabar con el rey de Hai y Jérico, se dirigieron a Gabaón donde iba a ser su siguiente conquista; sin embargo los gabaonitas utilizaron su astucia para evitar ser aniquilados y hicieron una alianza con los hebreos. Al enterarse esto el rey de los jebuseos Adonisedec, decidió reunir a cuatro reyes para acabar con los israelitas entre ellos a Hoham rey de Hebrón.
Los monarcas avanzaron hasta Gabaón, donde Josué los derrotó de una manera sorprendente con la ayuda de la intervención divina, los reyes asutados se ocultaron en una cueva, donde Josué los sacó y los ahorcó a los cinco, acabando con sus vidas.